# Scorpiops dakrong
Espèce
Synonymes
- Euscorpiops dakrong Lourenço & Pham, 2014

Scorpiops dakrong est une espèce de scorpions de la famille des Scorpiopidae.

## Distribution
Cette espèce est endémique de la province de Quảng Trị au Viêt Nam. Elle se rencontre dans une grotte vers Đa Krông.

## Description
Le mâle holotype mesure 27,3 mm et la femelle paratype 25,7 mm.

## Systématique et taxinomie
Cette espèce a été décrite sous le protonyme Euscorpiops dakrong par Lourenço eT Pham en 2014. Elle est placée dans le genre Scorpiops par Kovařík, Lowe, Stockmann et Šťáhlavský en 2020.

## Étymologie
Son nom d'espèce lui a été donné en référence au lieu de sa découverte, la réserve naturelle de Đa Krông.

## Publication originale
- Lourenço & Pham, 2014 : « A second species of Euscorpiops Vachon from caves in Vietnam (Scorpiones, Euscorpiidae, Scorpiopinae). » Comptes Rendus Biologies, vol. 337, no 9, p. 535-544.